# Houssem Aouar
Houssem Aouar (Lyon, Francia, 30 de junio de 1998) es un futbolista franco-argelino que juega en la demarcación de centrocampista para el Al-Ittihad Club de la Liga Profesional Saudí.

## Trayectoria
Empezó a formarse como futbolista en el A. C. Villeurbanne, desde los ocho años de edad, hasta que en 2009 empezó a formar parte de la disciplina del Olympique de Lyon. Después de seis años, Aouar subió al equipo reserva, con el que disputó un total de 33 partidos en todas las competiciones. Finalmente, el 16 de febrero de 2017, hizo su debut con el primer equipo en un partido que finalizó con victoria por 1–4 contra el AZ Alkmaar en la UEFA Europa League, donde entró en el minuto 84' al sustituir a Sergi Darder. Aouar marcó su primer gol una semana después en el partido de vuelta. Su debut en la Ligue 1 no surgió hasta el 16 de abril de 2017, pero el partido fue interrumpido y dada la victoria al Lyon tres semanas después.
Al término de la temporada 2022-23, coincidiendo con la expiración de su contrato, puso fin a su etapa en el club en la que marcó 41 goles en 233 partidos que disputó con el primer equipo. Entonces siguió su carrera en la A. S. Roma con la que firmó por cinco años. Sin embargo, tras una única campaña en la que anotó cuatro tantos en 25 encuentros, se marchó al Al-Ittihad Club.

## Selección nacional

### Francia
Tras haber sido internacional en categorías inferiores, el 7 de octubre de 2020 debutó con la selección absoluta de Francia en un amistoso ante Ucrania que la selección francesa venció por 7-1.

### Argelia
Tras decidir jugar con Argelia en marzo de 2023, finalmente debutó con la selección de fútbol de Argelia el 18 de junio de ese año en el marco eliminatorio rumbo a la Copa Africana de Naciones ante la selección de fútbol de Uganda.

## Estadísticas

### Clubes
Actualizado al último partido disputado el 22 de febrero de 2024.
| Club                          | Div.          | Temporada     | Liga  | Liga  | Copas nacionales | Copas nacionales | Copas internacionales | Copas internacionales | Total | Total |
| Club                          | Div.          | Temporada     | Part. | Goles | Part.            | Goles            | Part.                 | Goles                 | Part. | Goles |
| ----------------------------- | ------------- | ------------- | ----- | ----- | ---------------- | ---------------- | --------------------- | --------------------- | ----- | ----- |
| Olympique Lyonnais II Francia | 4.ª           | 2015-16       | 6     | 0     | —                | —                | —                     | —                     | 6     | 0     |
| Olympique Lyonnais II Francia | 4.ª           | 2016-17       | 15    | 4     | —                | —                | —                     | —                     | 15    | 4     |
| Olympique Lyonnais II Francia | 4.ª           | 2017-18       | 1     | 0     | —                | —                | —                     | —                     | 1     | 0     |
| Olympique Lyonnais II Francia | Total club    | Total club    | 22    | 4     | 0                | 0                | 0                     | 0                     | 22    | 4     |
| Olympique de Lyon Francia     | 1.ª           | 2016-17       | 2     | 0     | 0                | 0                | 2                     | 1                     | 4     | 1     |
| Olympique de Lyon Francia     | 1.ª           | 2017-18       | 32    | 6     | 4                | 0                | 8                     | 1                     | 44    | 7     |
| Olympique de Lyon Francia     | 1.ª           | 2018-19       | 37    | 7     | 3                | 0                | 7                     | 0                     | 47    | 7     |
| Olympique de Lyon Francia     | 1.ª           | 2019-20       | 25    | 3     | 8                | 5                | 8                     | 1                     | 41    | 9     |
| Olympique de Lyon Francia     | 1.ª           | 2020-21       | 30    | 7     | 3                | 1                | —                     | —                     | 33    | 8     |
| Olympique de Lyon Francia     | 1.ª           | 2021-22       | 36    | 6     | 1                | 0                | 9                     | 2                     | 46    | 8     |
| Olympique de Lyon Francia     | 1.ª           | 2022-23       | 16    | 1     | 2                | 0                | —                     | —                     | 18    | 1     |
| Olympique de Lyon Francia     | Total club    | Total club    | 178   | 30    | 21               | 6                | 34                    | 5                     | 233   | 41    |
| A. S. Roma · Italia           | 1.ª           | 2023-24       | 11    | 2     | 0                | 0                | 7                     | 0                     | 18    | 2     |
| A. S. Roma · Italia           | Total club    | Total club    | 11    | 2     | 0                | 0                | 7                     | 0                     | 18    | 2     |
| Total carrera                 | Total carrera | Total carrera | 211   | 36    | 21               | 6                | 41                    | 5                     | 273   | 47    |

## Palmarés

### Títulos nacionales
| Título                    | Club            | País           | Año  |
| ------------------------- | --------------- | -------------- | ---- |
| Liga Profesional Saudí    | Al-Ittihad Club | Arabia Saudita | 2025 |
| Copa del Rey de Campeones | Al-Ittihad Club | Arabia Saudita | 2025 |

### Distinciones individuales
| Distinción                           | Año     |
| ------------------------------------ | ------- |
| Equipo Ideal de la Liga de Campeones | 2019-20 |